# Modicogryllus walkeri
Modicogryllus walkeri is een rechtvleugelig insect uit de familie krekels (Gryllidae). De wetenschappelijke naam van deze soort is voor het eerst geldig gepubliceerd in 1961 door Chopard.